# Liste der größten Fußballstadien in Europa
Die Liste der größten (Fußball)stadien in Europa umfasst die größten (Fußball)stadien des europäischen Kontinents, sortiert nach ihrer Kapazität. Dabei werden ausschließlich Stadien berücksichtigt, die sich geografisch in Europa befinden, also nicht zwingend alle Stadien des UEFA-Zugehörigkeitsbereiches. Das größte Stadion in Europa ist das Camp Nou in Barcelona, welches bis 2022 Platz für 99.354 Zuschauer bot. Es ist im Umbau und soll nach Fertigstellung über 105.000 Plätze verfügen. Die zweitgrößte Spielstätte ist das Wembley-Stadion in London, in dem 90.000 Zuschauer Platz finden. Insgesamt findet man in dieser Liste alle Stadien in Europa mit einer Kapazität von mindestens 40.000 Plätzen, wobei in Planung oder im Bau befindliche Stadien nicht einbezogen sind. Neben der Kapazität sind auch der Ort, der Verein, der es nutzt, sowie das Eröffnungsjahr des Stadions angegeben.

## Erklärung
- Name: Der Name des Stadions.
- Plätze: Die Gesamtanzahl der angegebenen Zuschauerplätze des Stadions.
- Stadt: Die Stadt, in der das Stadion steht.
- Land: Das Land, in dem das Stadion liegt. Es wird die Nationalflagge dargestellt und der Name des Landes genannt.
- Mannschaft: Der Fußballverein, der das Stadion hauptsächlich für seine Heimspiele in der Liga oder im Pokal nutzt. Einige Stadien werden von mehreren Vereinen im Wechsel genutzt. Manche Stadien dienen als Nationalstadion, in dem die Rugby- oder  Fußballnationalmannschaft überwiegend ihre Heimspiele ausrichtet.
- Eröffnung: Das Jahr, in dem das Stadion eröffnet wurde.

## Die größten Fußballstadien
| Bild | Platz | Name                                                  | Plätze                        | Stadt             | Land         | Mannschaft                                                                         | Eröff- nung |
| ---- | ----- | ----------------------------------------------------- | ----------------------------- | ----------------- | ------------ | ---------------------------------------------------------------------------------- | ----------- |
|      | 01    | Spotify Camp Nou                                      | 99.354 (im Umbau)             | Barcelona         | Spanien      | FC Barcelona                                                                       | 1957        |
|      | 02    | Wembley-Stadion                                       | 90.000                        | London            | England      | Englische Fußballnationalmannschaft                                                | 2007        |
|      | 03    | Atatürk-Olympiastadion                                | 83.000 (Liga) *76.092* (UEFA) | Istanbul          | Türkei       |                                                                                    | 2001        |
|      | 04    | Croke Park (irisch Páirc an Chrócaigh)                | 82.300                        | Dublin            | Irland       | Gaelic Athletic Association                                                        | 1913        |
|      | 05    | Allianz Stadium                                       | 82.000                        | London            | England      | Englische Rugby-Union-Nationalmannschaft                                           | 1909        |
|      | 06    | Signal Iduna Park                                     | 81.365 (Liga) *81.365* (UEFA) | Dortmund          | Deutschland  | Borussia Dortmund                                                                  | 1974        |
|      | 07    | Stade de France                                       | 81.338                        | Saint-Denis       | Frankreich   | Französische Fußballnationalmannschaft Französische Rugby-Union-Nationalmannschaft | 1998        |
|      | 08    | Estadio Santiago Bernabéu                             | 81.044                        | Madrid            | Spanien      | Real Madrid                                                                        | 1947        |
|      | 09    | Giuseppe-Meazza-Stadion                               | 80.018                        | Mailand           | Italien      | AC Mailand Inter Mailand                                                           | 1926        |
|      | 10    | Olympiastadion Luschniki                              | 78.360                        | Moskau            | Russland     | Spartak Moskau                                                                     | 1956        |
|      | 11    | Stadio Diego Armando Maradona                         | 76.824                        | Neapel            | Italien      | SSC Neapel                                                                         | 1959        |
|      | 12    | Old Trafford                                          | 76.312                        | Trafford          | England      | Manchester United                                                                  | 1910        |
|      | 13    | Allianz Arena                                         | 75.024 (Liga) *75.024* (UEFA) | München           | Deutschland  | FC Bayern München                                                                  | 2005        |
|      | 14    | Principality Stadium (walisisch Stadium Principality) | 74.500                        | Cardiff           | Wales        | Walisische Fußballnationalmannschaft Walisische Rugby-Union-Nationalmannschaft     | 1999        |
|      | 15    | Olympiastadion Berlin                                 | 73.856                        | Berlin            | Deutschland  | Hertha BSC                                                                         | 1936        |
|      | 16    | Olympiastadion Rom                                    | 72.698                        | Rom               | Italien      | AS Rom Lazio Rom                                                                   | 1927        |
|      | 17    | Estádio da Luz                                        | 72.647 (Liga) *65.647* (UEFA) | Lissabon          | Portugal     | Benfica Lissabon                                                                   | 2003        |
|      | 18    | Olympiastadion Athen                                  | 71.030                        | Athen             | Griechenland | Panathinaikos Athen AEK Athen                                                      | 1982        |
|      | 19    | Olympiastadion Kiew                                   | 70.050                        | Kiew              | Ukraine      | Ukrainische Fußballnationalmannschaft                                              | 1923        |
|      | 20    | Olympiastadion München                                | 69.250                        | München           | Deutschland  |                                                                                    | 1972        |
|      | 21    | Gazprom-Arena                                         | 68.134                        | Sankt Petersburg  | Russland     | Zenit Sankt Petersburg                                                             | 2017        |
|      | 22    | Riyadh Air Metropolitano                              | 67.703                        | Madrid            | Spanien      | Atlético Madrid                                                                    | 2017        |
|      | 23    | Puskás Aréna                                          | 67.155                        | Budapest          | Ungarn       | Ungarische Fußballnationalmannschaft                                               | 2019        |
|      | 24    | Scottish Gas Murrayfield Stadium                      | 67.144                        | Edinburgh         | Schottland   | Schottische Rugby-Union-Nationalmannschaft                                         | 1925        |
|      | 25    | Tottenham Hotspur Stadium                             | 62.062                        | London            | England      | Tottenham Hotspur                                                                  | 2019        |
|      | 26    | Veltins-Arena                                         | 61.973 (Liga) *54.442* (UEFA) | Gelsenkirchen     | Deutschland  | FC Schalke 04                                                                      | 2001        |
|      | 27    | MHPArena                                              | 60.441 (Liga) *54.906* (UEFA) | Stuttgart         | Deutschland  | VfB Stuttgart                                                                      | 1933        |
|      | 28    | Celtic Park                                           | 60.355                        | Glasgow           | Schottland   | Celtic Glasgow                                                                     | 1892        |
|      | 29    | Emirates Stadium                                      | 60.338                        | London            | England      | FC Arsenal                                                                         | 2006        |
|      | 30    | Orange Vélodrome                                      | 60.031                        | Marseille         | Frankreich   | Olympique Marseille                                                                | 1937        |
|      | 31    | Olympiastadion London                                 | 60.000                        | London            | England      | West Ham United                                                                    | 2012        |
|      | 32    | Groupama Stadium                                      | 59.286                        | Décines-Charpieu  | Frankreich   | Olympique Lyon                                                                     | 2016        |
|      | 33    | Stadio San Nicola                                     | 58.248                        | Bari              | Italien      | AS Bari                                                                            | 1990        |
|      | 34    | Nationalstadion in Warschau                           | 58.145                        | Warschau          | Polen        | Polnische Fußballnationalmannschaft                                                | 2011        |
|      | 35    | Deutsche Bank Park                                    | 58.000 (Liga) *53.800* (UEFA) | Frankfurt         | Deutschland  | Eintracht Frankfurt                                                                | 1925        |
|      | 36    | Estadio de La Cartuja                                 | 57.619                        | Sevilla           | Spanien      | Spanische Fußballnationalmannschaft                                                | 1999        |
|      | 37    | Volksparkstadion                                      | 57.000 (Liga) *51.500* (UEFA) | Hamburg           | Deutschland  | Hamburger SV                                                                       | 1998        |
|      | 38    | Olympiastadion Barcelona                              | 55.926                        | Barcelona         | Spanien      | Katalanische Fußballauswahl                                                        | 2011        |
|      | 39    | Arena Națională                                       | 55.600                        | Bukarest          | Rumänien     | Rumänische Fußballnationalmannschaft                                               | 2011        |
|      | 40    | Stadion Rajko Mitić                                   | 55.538                        | Belgrad           | Serbien      | Roter Stern Belgrad Serbien                                                        | 1963        |
|      | 41    | Etihad Stadium                                        | 55.097                        | Manchester        | England      | Manchester City                                                                    | 2003        |
|      | 42    | Merkur Spiel-Arena                                    | 54.600 (Liga) *44.483* (UEFA) | Düsseldorf        | Deutschland  | Fortuna Düsseldorf                                                                 | 2004        |
|      | 43    | Anfield                                               | 54.074                        | Liverpool         | England      | FC Liverpool                                                                       | 1884        |
|      | 44    | Borussia-Park                                         | 54.010 (Liga) *46.249* (UEFA) | Mönchengladbach   | Deutschland  | Borussia Mönchengladbach                                                           | 2004        |
|      | 45    | Rams Park                                             | 53.978                        | Istanbul          | Türkei       | Galatasaray Istanbul                                                               | 2011        |
|      | 46    | Estadio de San Mamés                                  | 53.289                        | Bilbao            | Spanien      | Athletic Bilbao                                                                    | 2013        |
|      | 47    | Hill Dickinson Stadium                                | 52.888                        | Liverpool         | England      | FC Everton                                                                         | 2025        |
|      | 48    | Estadio Mestalla                                      | 52.602                        | Valencia          | Spanien      | FC Valencia                                                                        | 1923        |
|      | 49    | St. James’ Park                                       | 52.387                        | Newcastle         | England      | Newcastle United                                                                   | 1892        |
|      | 50    | Hampden Park                                          | 52.025                        | Glasgow           | Schottland   | Schottische Fußballnationalmannschaft FC Queen’s Park                              | 1903        |
|      | 51    | Ernst-Happel-Stadion                                  | 51.718                        | Wien              | Österreich   | Österreichische Fußballnationalmannschaft                                          | 1931        |
|      | 52    | Aviva Stadium (irisch Staidiam Aviva)                 | 51.700                        | Dublin            | Irland       | Irische Fußballnationalmannschaft                                                  | 2010        |
|      | 53    | Johan-Cruyff-Arena                                    | 51.628                        | Amsterdam         | Niederlande  | Ajax Amsterdam                                                                     | 1996        |
|      | 54    | Donbass Arena                                         | 51.504                        | Donezk            | Ukraine      | Schachtar Donezk                                                                   | 2009        |
|      | 55    | Estadio Benito Villamarín                             | 51.309                        | Sevilla           | Spanien      | Betis Sevilla                                                                      | 1929        |
|      | 56    | De Kuip                                               | 51.137                        | Rotterdam         | Niederlande  | Feijenoord Rotterdam                                                               | 1937        |
|      | 57    | Ibrox Stadium                                         | 51.082                        | Glasgow           | Schottland   | Glasgow Rangers                                                                    | 1899        |
|      | 58    | Strawberry Arena                                      | 51.060                        | Solna             | Schweden     | Schwedische Fußballnationalmannschaft AIK Solna                                    | 2012        |
|      | 59    | Şükrü Saracoğlu Stadı                                 | 50.509                        | Istanbul          | Türkei       | Fenerbahçe Istanbul                                                                | 1907        |
|      | 60    | Estádio do Dragão                                     | 50.476                        | Porto             | Portugal     | FC Porto                                                                           | 2003        |
|      | 61    | Estádio José Alvalade XXI                             | 50.466                        | Lissabon          | Portugal     | Sporting Lissabon                                                                  | 2003        |
|      | 62    | Decathlon Arena Stade Pierre Mauroy                   | 50.186                        | Villeneuve-d’Ascq | Frankreich   | OSC Lille                                                                          | 2012        |
|      | 63    | König-Baudouin-Stadion                                | 50.024                        | Brüssel           | Belgien      | Belgische Fußballnationalmannschaft                                                | 1930        |
|      | 64    | Rheinenergiestadion                                   | 50.000 (Liga) *46.195* (UEFA) | Köln              | Deutschland  | 1. FC Köln                                                                         | 2003        |
|      | 64    | Max-Morlock-Stadion                                   | 50.000 (Liga) *44.308* (UEFA) | Nürnberg          | Deutschland  | 1. FC Nürnberg                                                                     | 1928        |
|      | 66    | Fritz-Walter-Stadion                                  | 49.850 (Liga) *47.500* (UEFA) | Kaiserslautern    | Deutschland  | 1. FC Kaiserslautern                                                               | 1920        |
|      | 67    | Heinz-von-Heiden-Arena                                | 49.200 (Liga) *45.100* (UEFA) | Hannover          | Deutschland  | Hannover 96                                                                        | 1954        |
|      | 68    | Stadium of Light                                      | 48.353                        | Sunderland        | England      | AFC Sunderland                                                                     | 1997        |
|      | 69    | Olympiastadion Sotschi                                | 48.000                        | Sotschi           | Russland     | Russische Fußballnationalmannschaft                                                | 2013        |
|      | 70    | Stadio Artemio Franchi                                | 47.282                        | Florenz           | Italien      | AC Florenz                                                                         | 1931        |
|      | 71    | Stadion Śląski                                        | 47.246                        | Chorzów           | Polen        | Polnische Fußballnationalmannschaft                                                | 1956        |
|      | 72    | Parc des Princes                                      | 48.583                        | Paris             | Frankreich   | Paris Saint-Germain                                                                | 1897        |
|      | 73    | Red Bull Arena                                        | 47.069                        | Leipzig           | Deutschland  | RB Leipzig                                                                         | 2004        |
|      | 74    | Wolgograd-Arena                                       | 45.568                        | Wolgograd         | Russland     | Rotor Wolgograd                                                                    | 2018        |
|      | 75    | Estadio Ramón Sánchez Pizjuán                         | 45.500                        | Sevilla           | Spanien      | FC Sevilla                                                                         | 1958        |
|      | 76    | Lukoil Arena                                          | 45.360                        | Moskau            | Russland     | Spartak Moskau                                                                     | 2014        |
|      | 77    | Rostow-Arena                                          | 45.145                        | Rostow am Don     | Russland     | FK Rostow                                                                          | 2018        |
|      | 78    | Kasan-Arena                                           | 45.105                        | Kasan             | Russland     | Rubin Kasan                                                                        | 2013        |
|      | 79    | Stadion Nischni Nowgorod                              | 44.899                        | Nischni Nowgorod  | Russland     | Olimpiets Nischni Nowgorod                                                         | 2018        |
|      | 80    | Kosmos-Arena                                          | 44.807                        | Samara            | Russland     | Krylja Sowetow Samara                                                              | 2018        |
|      | 81    | Mordwinien-Arena                                      | 44.442                        | Saransk           | Russland     | Mordowija Saransk                                                                  | 2018        |
|      | 82    | Wassil-Lewski-Nationalstadion                         | 43.632                        | Sofia             | Bulgarien    | Bulgarische Fußballnationalmannschaft                                              | 1953        |
|      | 83    | Polsat Plus Arena Gdańsk                              | 43.608 (Liga) *41.582* (UEFA) | Danzig            | Polen        | Lechia Gdańsk                                                                      | 2011        |
|      | 84    | Ullevi                                                | 43.200                        | Göteborg          | Schweden     | selten                                                                             | 1958        |
|      | 85    | Enea Stadion                                          | 43.090                        | Posen             | Polen        | Lech Posen Warta Posen                                                             | 2011        |
|      | 86    | Tarczyński Arena                                      | 42.771                        | Breslau           | Polen        | Śląsk Wrocław                                                                      | 2011        |
|      | 87    | Villa Park                                            | 42.573                        | Birmingham        | England      | Aston Villa                                                                        | 1897        |
|      | 88    | Weserstadion                                          | 42.100 (Liga) *37.441* (UEFA) | Bremen            | Deutschland  | Werder Bremen                                                                      | 1947        |
|      | 89    | Stade Matmut-Atlantique                               | 42.052                        | Bordeaux          | Frankreich   | Girondins Bordeaux                                                                 | 2015        |
|      | 90    | Stade Geoffroy-Guichard                               | 42.000                        | Saint-Étienne     | Frankreich   | AS Saint-Étienne                                                                   | 1931        |
|      | 91    | Tüpraş Stadyumu                                       | 41.903                        | Istanbul          | Türkei       | Beşiktaş Istanbul                                                                  | 2016        |
|      | 92    | Stamford Bridge                                       | 41.837                        | London            | England      | FC Chelsea                                                                         | 1877        |
|      | 93    | Allianz Stadium                                       | 41.507                        | Turin             | Italien      | Juventus Turin                                                                     | 2011        |
|      | 94    | Metalist-Stadion                                      | 41.307                        | Charkiw           | Ukraine      | Metalist Charkiw                                                                   | 1926        |
|      | 95    | Stade Bollaert-Delelis                                | 41.233                        | Lens              | Frankreich   | RC Lens                                                                            | 1932        |
|      | 96    | RCDE Stadium                                          | 40.500                        | Barcelona         | Spanien      | Espanyol Barcelona                                                                 | 2009        |
|      | 97    | Goodison Park                                         | 40.394                        | Liverpool         | England      | FC Everton                                                                         | 1892        |